# Unionen för fransk demokrati
Unionen för fransk demokrati (Union pour la Démocratie Française, UDF) var ett mittenparti i Frankrike. Partiet var Europavänligt och medlem i partigruppen Gruppen Alliansen liberaler och demokrater för Europa i Europaparlamentet.
Partiet bildades 1978 till stöd för dåvarande presidenten Valéry Giscard d'Estaing. Fransk politik bestod vid den tidpunkten av fyra huvudsakliga grupper, dels gaullisterna (RPR), socialisterna (SP), kommunisterna (PCF) och slutligen president Giscard d'Estaings egna anhängare. UDF bildades för organisera dessa och vinna stöd för Giscard d'Estaing och hans premiärminister Raymond Barre i det kommande valet.
Partiet har oftast agerat koalitionspartner med gaullistpartiet RPR och dess efterföljare UMP, något som särskilt underlättades efter att RPR under åttiotalet rörde sig närmare UDF:s marknadsliberala politik.
Ledare fram till 2007 var François Bayrou. Efter presidentvalet 2007 splittrades partiet i två delar, en under ledning av François Bayrou som stödde Ségolène Royal (Mouvement démocrate) och en som stödde president Nicolas Sarkozy (Nytt centrum).